# Krzysztof Varga

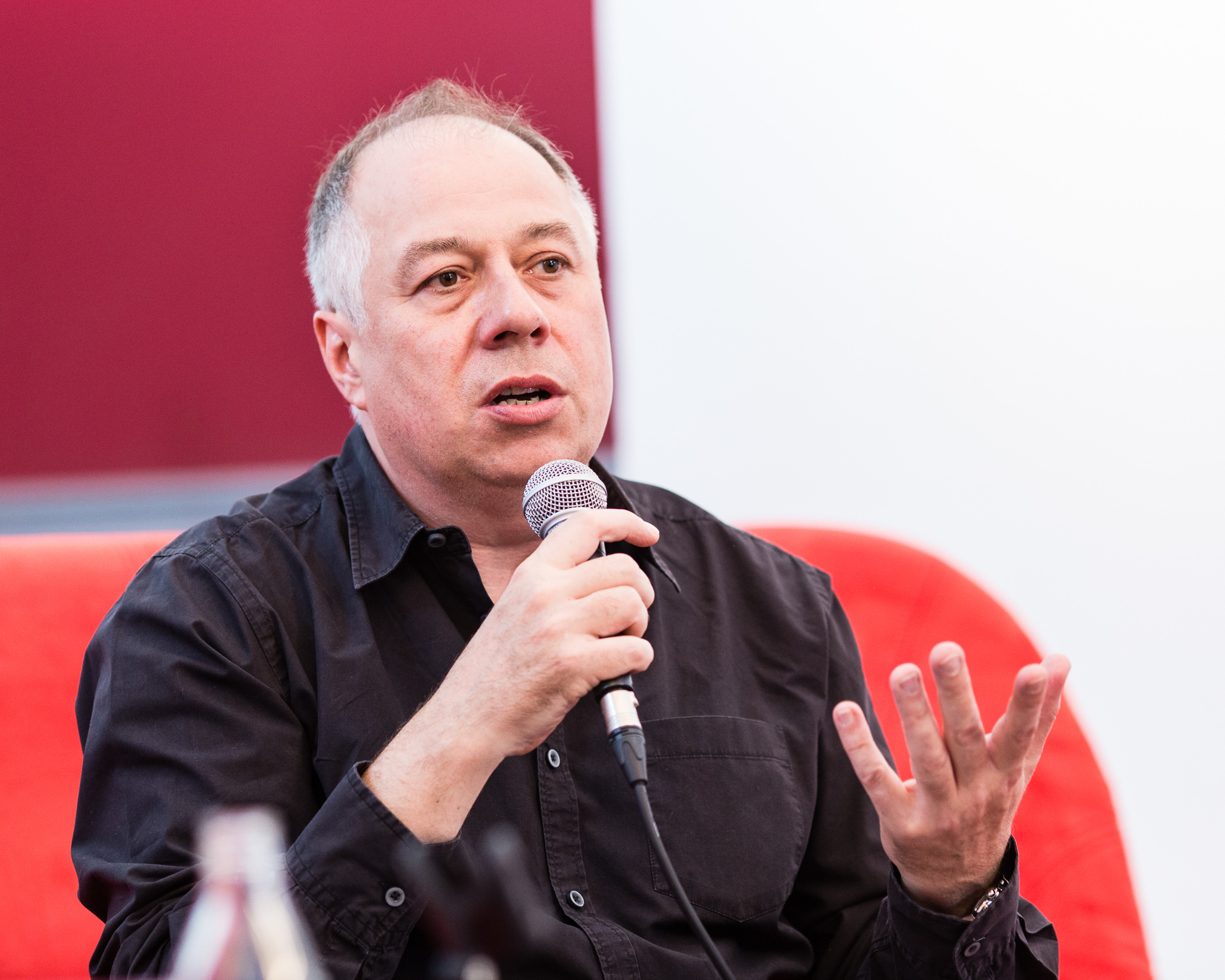
Krzysztof Varga (2018)

Krzysztof Varga (* 21. März 1968 in Warschau) ist ein polnischer Prosaschriftsteller, Literaturkritiker und Feuilletonist.

## Leben
Varga, Sohn eines ungarischen Ingenieurs, besuchte das Gymnasium in Warschau und studierte von 1987 bis 1992 Polonistik an der Universität Warschau. 1989 debütierte er mit der Erzählung Dzień, die vom Staromiejski Dom Kultury in Warschau herausgegeben wurde. Von 1991 bis 1994 arbeitete er als Redakteur für den Staromiejski Dom Kultury. 1992 begann er als Literaturkritiker und Feuilletonist für die Gazeta Wyborcza zu arbeiten. 1996 arbeitete er für das Musikmagazin XL. In den folgenden Jahren reiste er mehrmals nach Ungarn und unternahm Reisen in die Niederlande, nach Schottland, Irland, Belgien, Frankreich, Rumänien, Serbien sowie Bosnien und Herzegowina.
Er wohnt in Warschau.

## Publikationen
- Dzień, 1989
- Pijany anioł na skrzyżowaniu ulic i inne opowiadania, 1992
- Parnas bis, 1995
- Chłopaki nie płaczą, 1996
- Bildungsroman, 1997
- 45 pomysłów na powieść, 1998
- Śmiertelność, 1998
- Tequila, 2001
- Karolina, 2002
- Nagrobek z latrysko, 2007
- Gulasz z turula, 2008
- Aleja Niepodległości, 2010
- Polska mistrzem Polski. Felietony, 2012
- Trociny, 2012
- Czardasz z mangalicą, 2014
- Masakra, 2015
- Langosz w jurcie, 2016
- Setka, 2016
- Egzorcyzmy księdza Wojciecha, 2017

## Nominierungen und Auszeichnungen
- 2002: Finalist des Nike-Literaturpreises für Tequila
- 2008: Finalist des Nike-Literaturpreises für Nagrobek z lastryko
- 2009: Publikumspreis des Nike-Literaturpreises für Gulasz z turula
- 2014: Ritterorden Polonia Restituta